# アリ・ブムニジェル

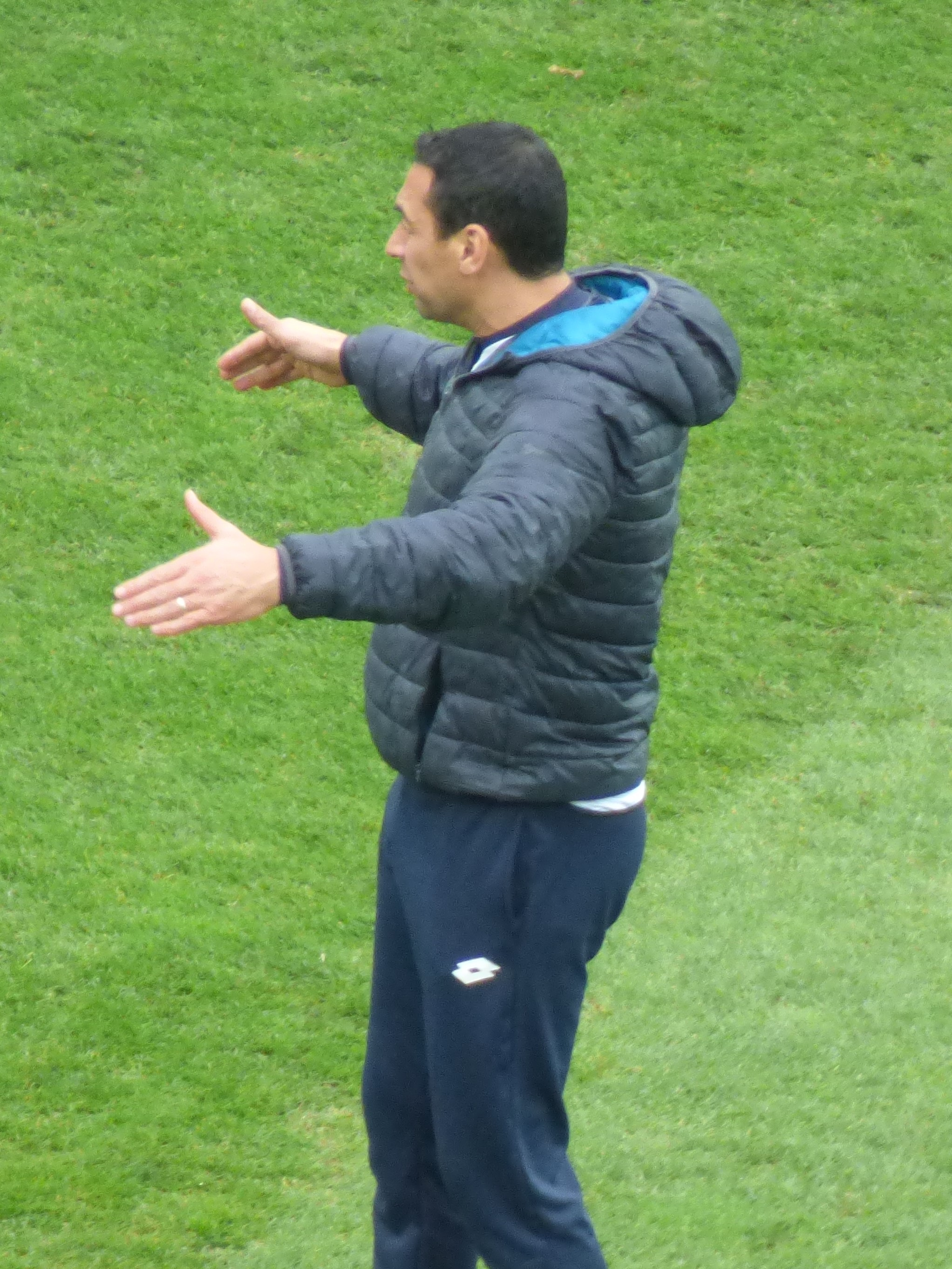
アリ・ブムニジェル

アリ・ブムニジェル（アラビア語: علي بومنيجل, Ali Boumnijel, 1966年4月13日 - ）は、チュニジアの元サッカー選手。ポジションはゴールキーパー。2006年ワールドカップドイツ大会における最年長選手であり、唯一の40歳代の選手であった。

## 経歴
ブムニジェルは当初、控えのゴールキーパーであったため代表デビューした1991年以降、出場機会に恵まれなかった。ワールドカップは1998年大会にはメンバー入りはしたものの出場機会が無く、2002年大会も当初は控えだったものの大会直前に正GKであったショクリ・エル・ウアエルが現役を引退し、ブムニジェルが急遽正GKとして6月5日のロシア戦（神戸ウイングスタジアム、0対2の敗戦）、6月10日のベルギー戦(大分スポーツ公園総合競技場、1対1の引き分け)、6月14日の日本戦（長居陸上競技場、0対2の敗戦）に出場した。2002年ワールドカップ以降、チュニジアの正GKとして活躍する。2004年アフリカネーションズカップの優勝メンバーのひとりであった。
2006年6月14日のワールドカップドイツ大会でのサウジアラビア戦(アリアンツ・アレナ、2対2の引き分け)で40歳62日でフル出場し、ワールドカップ史上5番目の高齢でプレーした選手となった。ちなみにワールドカップ史上最年長出場選手は2018年大会でのエジプトのゴールキーパー、エサム・エル＝ハダリで、45歳161日。

## 所属クラブ
- 1988-1991  FCグーニョン
- 1991-1992  ASナンシー
- 1992-1997  FCグーニョン
- 1997-2003  SCバスティア
- 2003-2004  FCルーアン
- 2004-2006  クラブ・アフリカーン

## 代表歴

### 出場大会
- チュニジア代表
  - 1998 FIFAワールドカップ
  - 2002 FIFAワールドカップ
  - 2006 FIFAワールドカップ

### 試合数
- 国際Aマッチ 55試合 0得点（1991年-2006年）[1]

| チュニジア代表 | 国際Aマッチ | 国際Aマッチ |
| 年             | 出場        | 得点        |
| -------------- | ----------- | ----------- |
| 1991           | 2           | 0           |
| 1992           | 1           | 0           |
| 1993           | 0           | 0           |
| 1994           | 0           | 0           |
| 1995           | 0           | 0           |
| 1996           | 0           | 0           |
| 1997           | 4           | 0           |
| 1998           | 9           | 0           |
| 1999           | 0           | 0           |
| 2000           | 0           | 0           |
| 2001           | 0           | 0           |
| 2002           | 6           | 0           |
| 2003           | 6           | 0           |
| 2004           | 11          | 0           |
| 2005           | 7           | 0           |
| 2006           | 9           | 0           |
| 通算           | 55          | 0           |